# Landesstraße 166
Die niederösterreichische Landesstraße L166 (L166) ist eine Landesstraße L im Bezirk Bruck an der Leitha. Sie ist 14 km lang und verbindet Bruck an der Leitha mit Maria Ellend (und weiters Fischamend).

## Verlauf
Die L166 beginnt an einem Kreisverkehr im Stadtzentrum von Bruck, wo sie von der Rohrauer Straße und der L164 abzweigt. Es folgt ein Kreisverkehr (mit Anbindung an die Ostautobahn und die L160) und die Ortschaften Göttlesbrunn und Arbesthal, in denen es Abzweigungen nach Höflein bzw. Stixneusiedl gibt. Zuletzt mündet die L166 in Maria Ellend in die Pressburger Straße, die eine Verbindung nach Wien, Schwechat, Hainburg an der Donau und Bratislava herstellt. 

## Geschichte
Früher führte die L166 nach Arbesthal direkt nach Fischamend.